# Upplands runinskrifter 1107
Runinskrift U 1107 är en runsten i Äskelunda, väster om Bälinge, Uppsala kommun. I närheten står även runstenen U 1106.

## Stenen
Runstenen är i röd granit, 1,4 meter hög, 1,3 meter bred och 0,5-0,6 meter tjock. Stenen höjdes och restes 1948 och blev uppmålad 2000.

## Inskriften
Runhöjden är 7-8 centimeter hög. På vänsterhalvan av stenen är runorna av normalt utseende, men den högra halvan är ristad med spegelvända runor. Ristaren Tord har även signerat U 919 cirka 5 kilometer bort och allt talar för att det är samma ristare. Förmodligen har denne Tord, som varit skicklig i sitt yrke, även ristat flera osignerade stenar i området. Tord var troligen inspirerad av runmästaren Öpirs verk och möjligen en lärjunge till denne.
Translitterering av runraden:
gilok lit + r[it]a + sten eftiʀ + sun sen + fastar + skalti ÷ lit ' sysla (m)erki ' uel ÷ ok ÷ þorþr ' ok ' aþis [+]
Normalisering till runsvenska:
Gillaug let retta stæin æftiʀ sun sinn Fastar. Skaldi let sysla mærki vel ok Þorðr ok Adis(?).
Översättning till nusvenska:
Gillög lät uppresa stenen efter sin son Fastar. Skalde lät ordna minnesmärket väl, och Tord och Ådis (?).